# Kohautia socotrana
Kohautia socotrana är en måreväxtart som beskrevs av Cornelis Eliza Bertus Bremekamp. Kohautia socotrana ingår i släktet Kohautia och familjen måreväxter. IUCN kategoriserar arten globalt som otillräckligt studerad.
Artens utbredningsområde är Socotra. Inga underarter finns listade i Catalogue of Life.